# Kosaciec

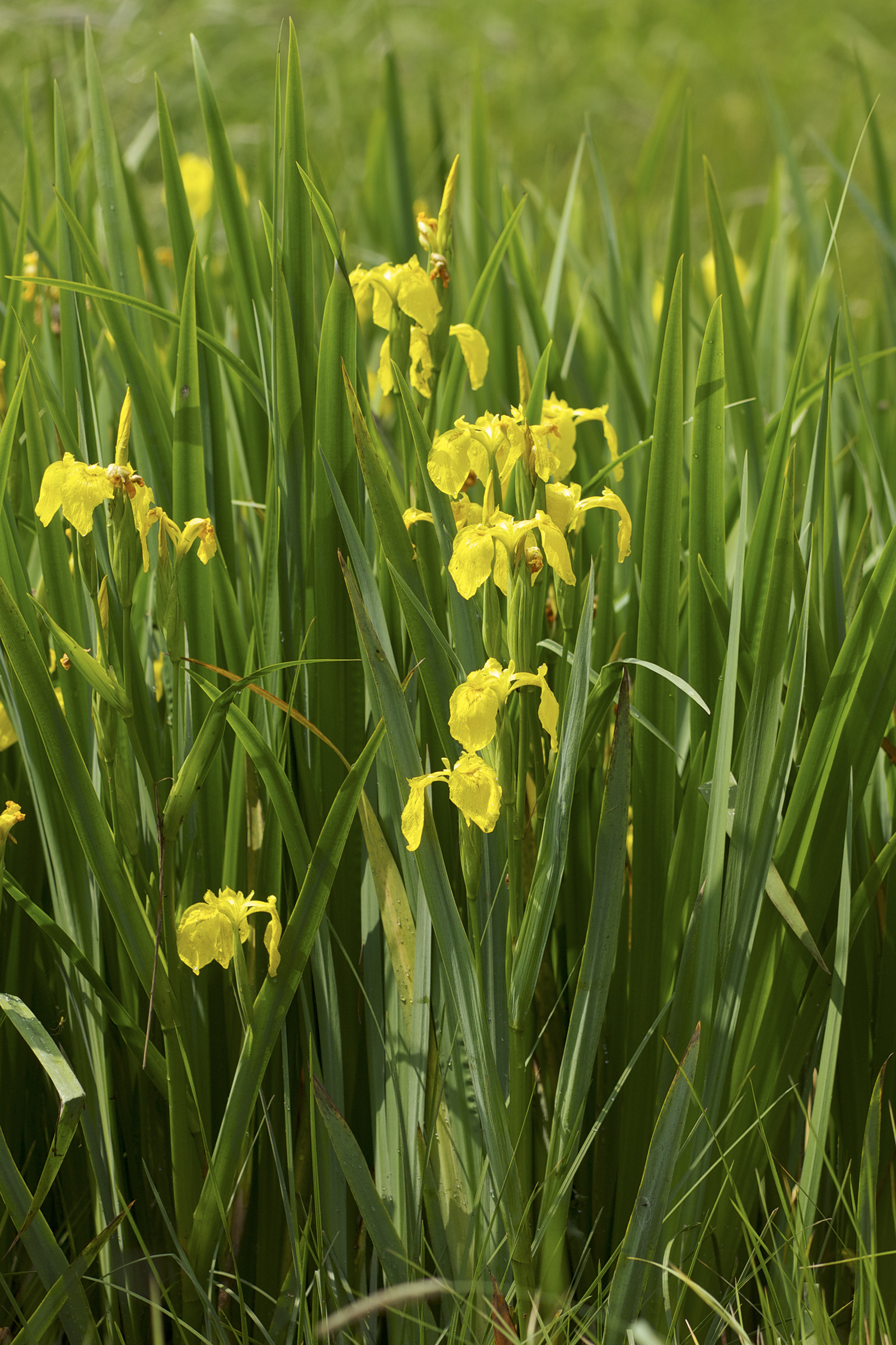
Kosaciec żółty

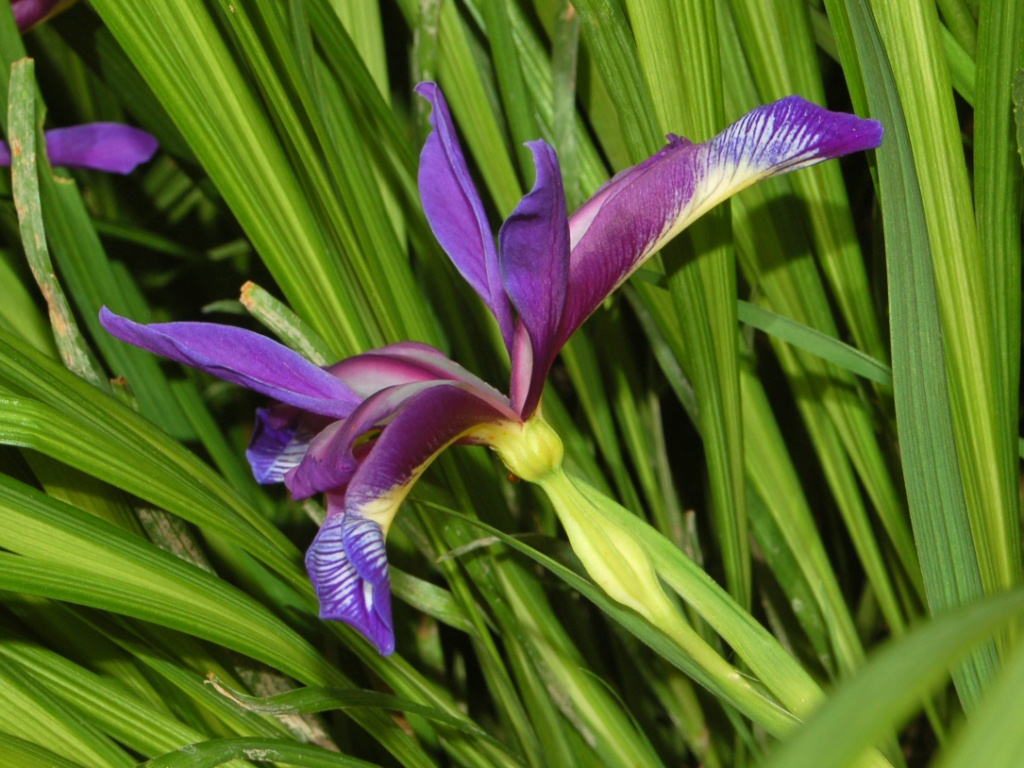
Kosaciec trawolistny

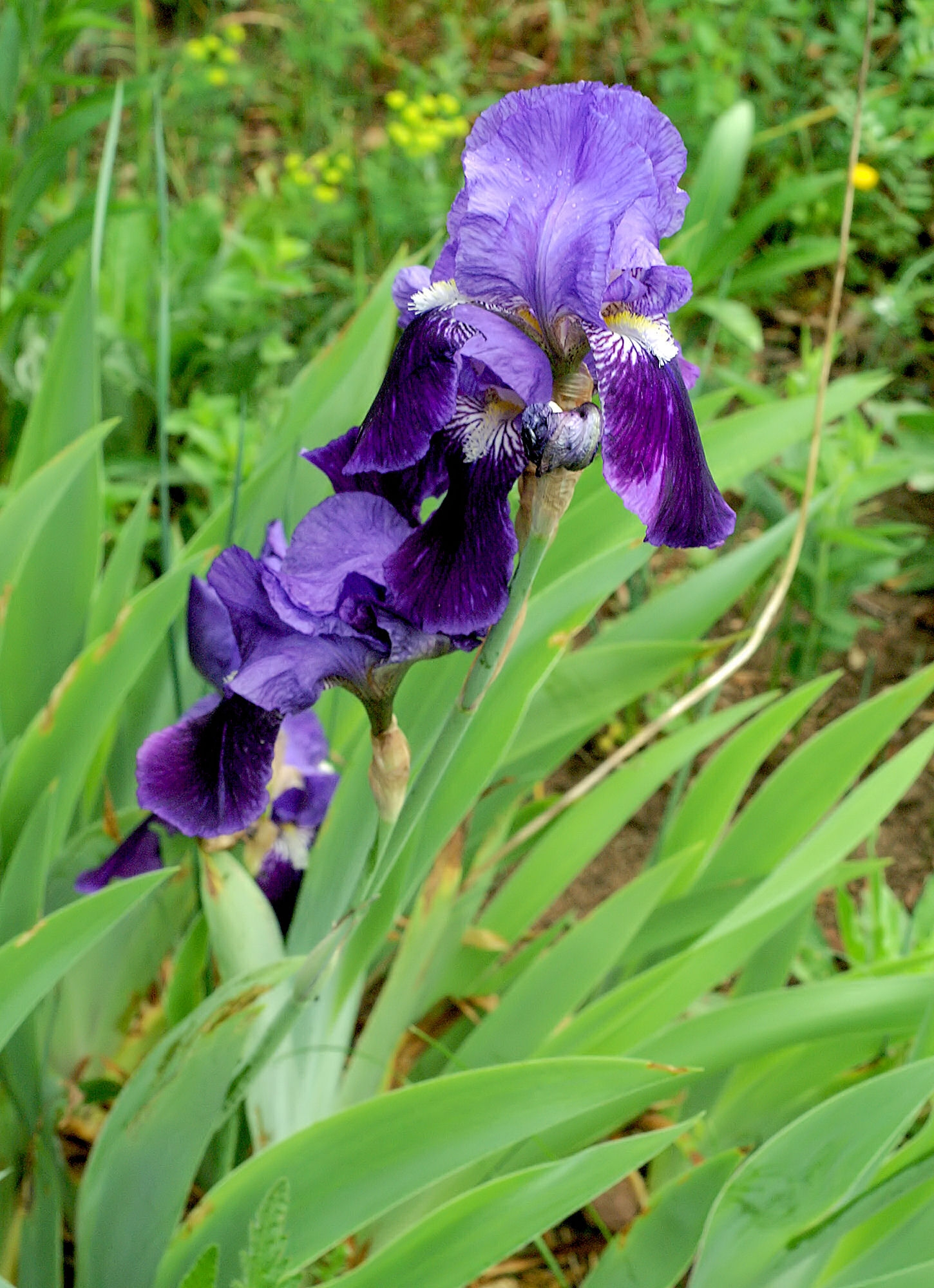
Kosaciec bezlistny

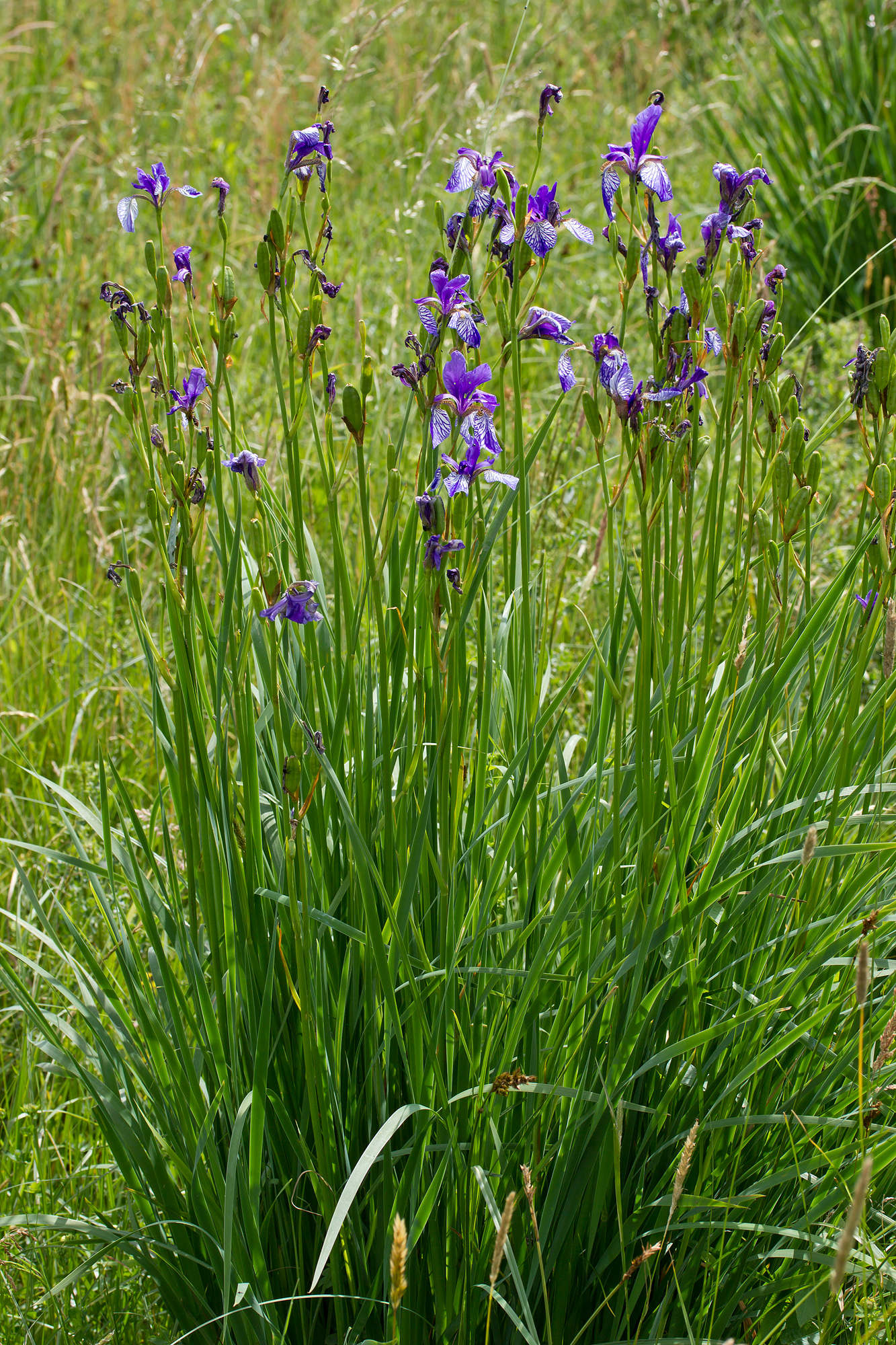
Kosaciec syberyjski

Kosaciec, irys (Iris L.) – rodzaj roślin należący do rodziny kosaćcowatych. Obejmuje co najmniej 311 gatunków. Zasięg rodzaju obejmuje wszystkie kontynenty na półkuli północnej, najbardziej zróżnicowany jest tu w strefie umiarkowanej. Najdalej na południe sięga północnego Meksyku, Jemenu i Filipin. W Ameryce Północnej obecne są 34 gatunki, w Europie 31, w Chinach co najmniej 58. Do flory Polski należą cztery gatunki: kosaciec bezlistny I. aphylla, trawolistny I. graminea, żółty I. pseudacorus i syberyjski I. sibirica.
Bardzo liczne gatunki, mieszańce i odmiany uprawiane są jako rośliny ozdobne. Cenione są z powodu efektownych i bardzo zróżnicowanych pod względem formy i barwy kwiatów oraz łatwości uprawy i mnożenia.

## Morfologia

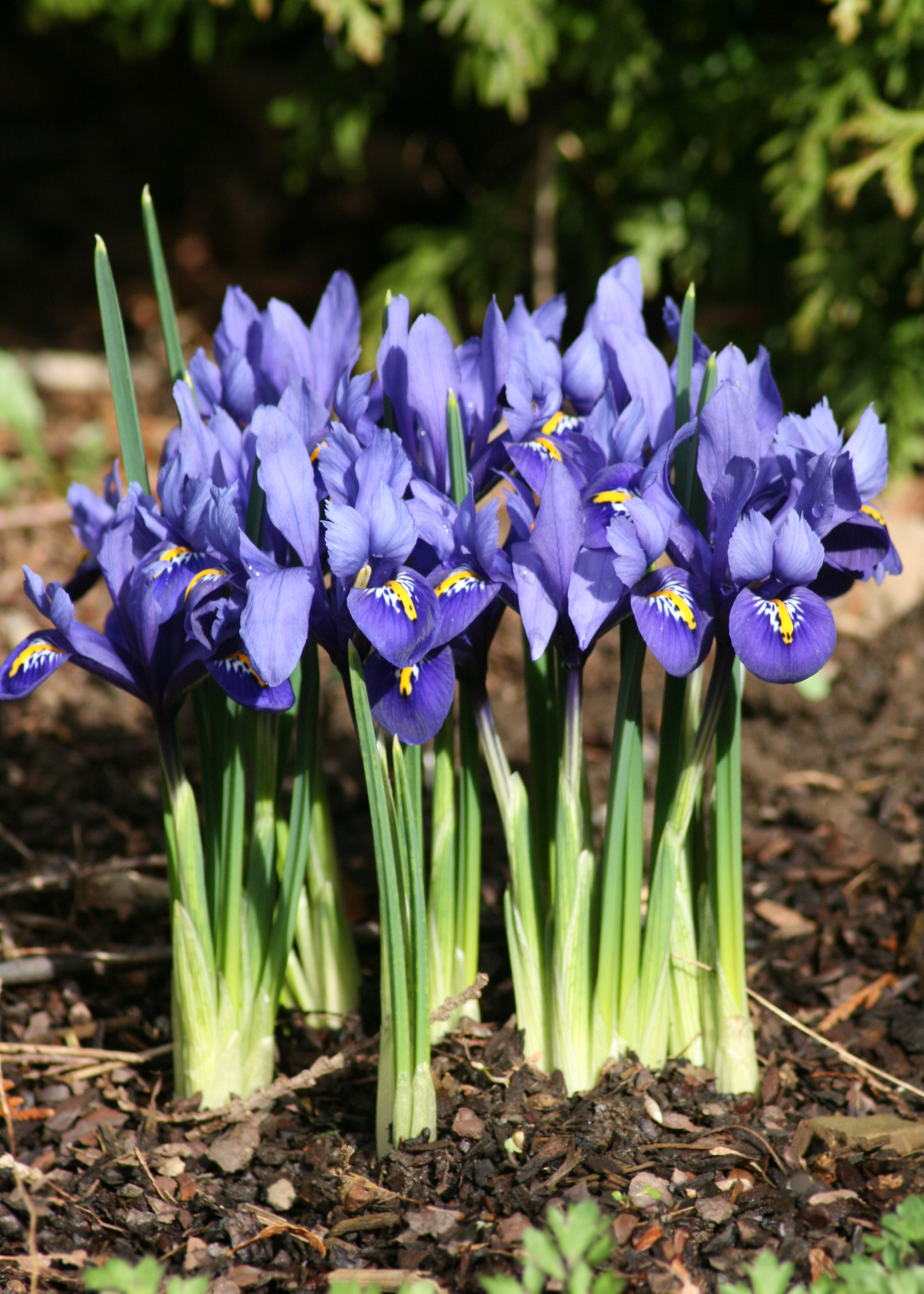
Kosaciec żyłkowany

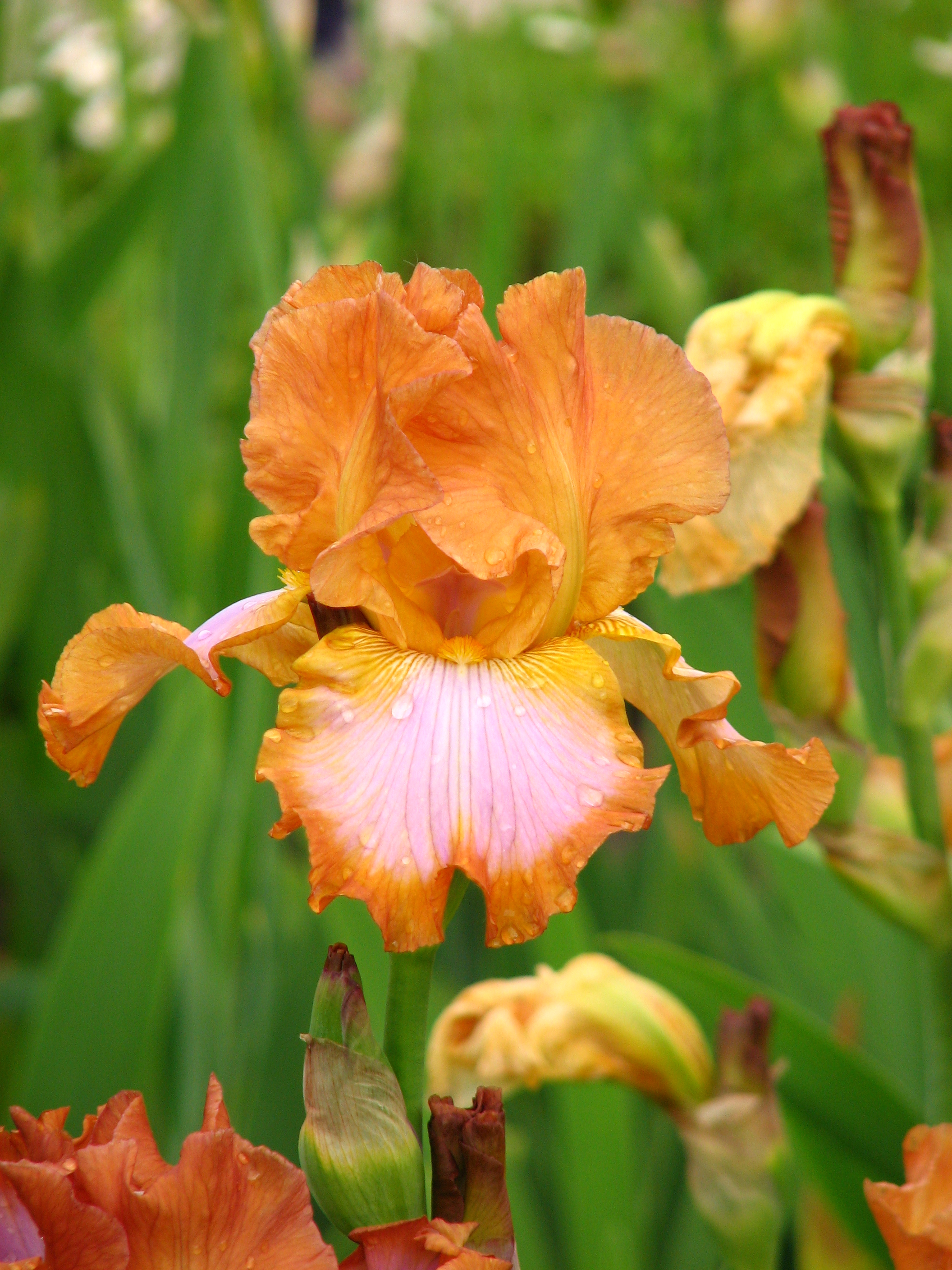
Odmiana 'Different World'

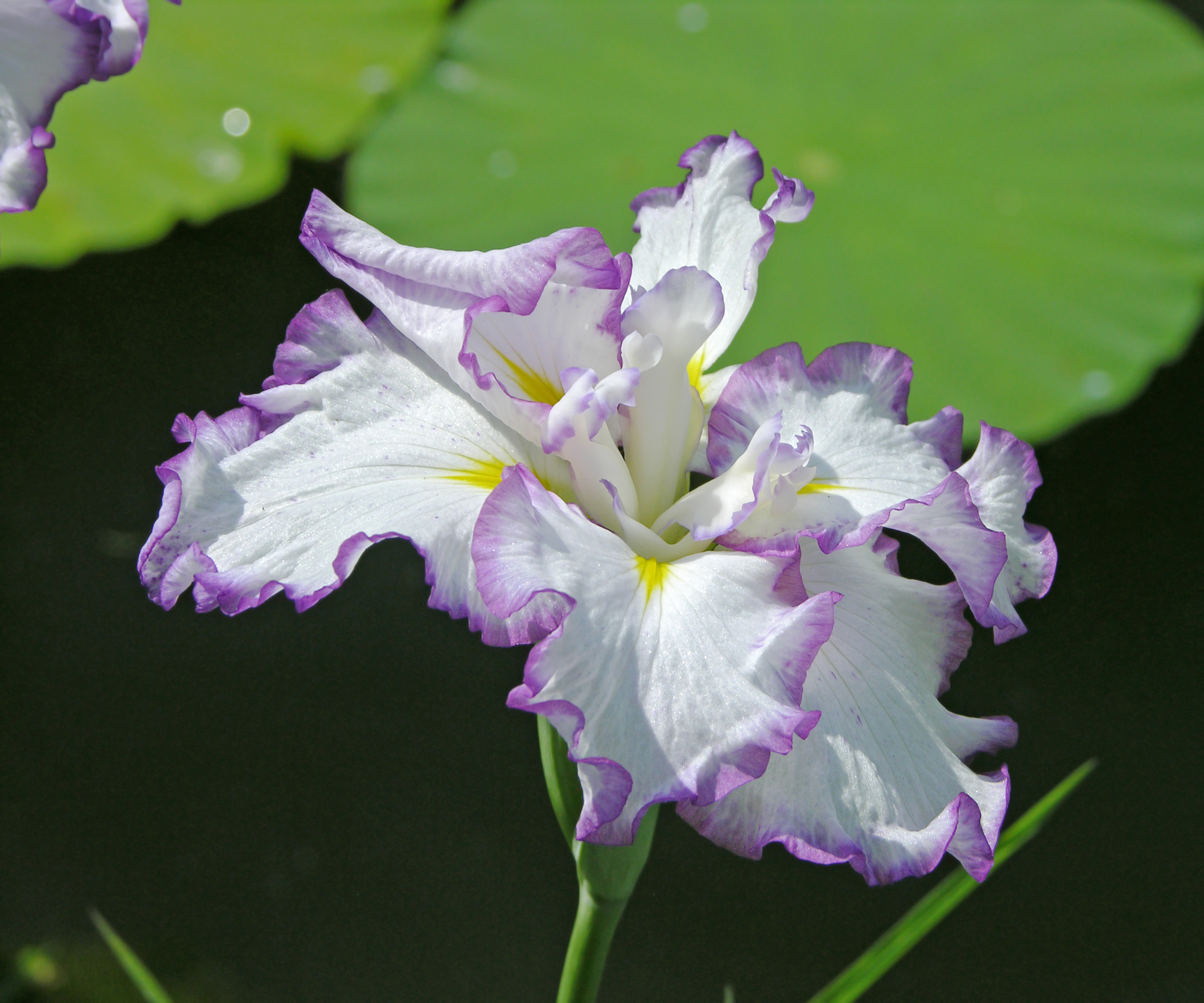
Odmiana 'Arctic Fancy'

LiścieSzablaste, równowąskie.
KwiatyDuże (wysokość 5–15 cm, średnica 5–18 cm), pojedyncze lub w kwiatostanach. Zewnętrzne działki kielicha są ustawione poziomo lub też odgięte w górę. U odmian bródkowych na zewnętrznych działkach wzdłuż głównego nerwu znajdują się szczotkowate włoski zwane bródką. U odmian bezbródkowych w tym miejscu występuje barwny pas, zazwyczaj żółty lub brązowy. Wewnętrzne działki są wzniesione i tworzą tzw. kopułę.
Zbiór cech morfologicznych kosaćców składający się ze 150 próbek formatu: długość i szerokość obu okółków okwiatu gatunków kosaciec szczecinkowy I. setosa, kosaciec różnobarwny I. versicolor oraz kosaciec wirginijski I. virginica, jest uznawany za klasyczny przykład zbioru danych w dziedzinie uczenia maszynowego.

## Systematyka
Pozycja systematyczna według Angiosperm Phylogeny Website (aktualizowany system APG IV z 2016)
Jeden z rodzajów podrodziny Iridoideae Eaton w rodzinie kosaćcowatych (Iridaceae) należącej do rzędu szparagowców (Asparagales) w obrębie jednoliściennych.
Pozycja w systemie Reveala (1993–1999)
Gromada okrytonasienne (Magnoliophyta Cronquist), podgromada Magnoliophytina Frohne & U. Jensen ex Reveal, klasa jednoliścienne (Liliopsida Brongn.), podklasa liliowe (Liliidae J.H. Schaffn.), nadrząd Lilianae Takht., rząd kosaćcowce (Iridales Raf.), podrząd Iridineae Engl., rodzina kosaćcowate (Iridaceae Juss.), podrodzina Iridoideae Eaton, plemię Irideae Kitt., podplemię Iridinae Pax in Engl. & Prantl, rodzaj kosaciec (Iris L.).
W obrębie rodzaju wyróżnianych jest 9–10 podrodzajów, czasem podnoszonych do rangi samodzielnych rodzajów.
Wykaz gatunków
- Iris acutiloba C.A.Mey. – kosaciec ostropłatkowy
- Iris adriatica Trinajstic ex Mitic
- Iris afghanica Wendelbo
- Iris aitchisonii (Baker) Boiss.
- Iris alberti Regel
- Iris albomarginata R.C.Foster
- Iris alexeenkoi Grossh.
- Iris almaatensis Pavlov
- Iris anguifuga Y.T.Zhao & X.J.Xue
- Iris antilibanotica Dinsm.
- Iris aphylla L. – kosaciec bezlistny
- Iris arenaria Waldst. & Kit.
- Iris assadiana Chaudhary, G.Kirkw. & C.Weymouth
- Iris atrofusca Baker
- Iris atropurpurea Baker
- Iris aucheri (Baker) Sealy
- Iris auranitica Dinsm.
- Iris austrotschatkalica Tojibaev, F.Karimov & Turgunov
- Iris avromanica Ruksans
- Iris baldshuanica O.Fedtsch.
- Iris barbatula Noltie & K.Y.Guan
- Iris barnumiae Foster & Baker
- Iris basaltica Dinsm.
- Iris benacensis A.Kern. ex Stapf
- Iris bicapitata Colas.
- Iris × binata Schur
- Iris bismarckiana E.Dammann & Sprenger
- Iris bloudowii Ledeb. – kosaciec Bloudowa
- Iris boissieri Henriq.
- Iris bostrensis Mouterde
- Iris bracteata S.Watson – kosaciec łuskowaty
- Iris brevicaulis Raf.
- Iris × brzhezitzky Grossh.
- Iris bucharica Foster – kosaciec bucharski
- Iris bulleyana Dykes – kosaciec Bylleya
- Iris bungei Maxim.
- Iris cabulica Gilli
- Iris × caeciliae Grossh.
- Iris calabra (N.Terracc.) Peruzzi
- Iris camillae Grossh.
- Iris capnoides (Vved.) T.Hall & Seisums
- Iris carterorum B.Mathew & Wendelbo
- Iris cathayensis Migo
- Iris caucasica M.Bieb.
- Iris cedreti Dinsm. ex Chaudhary
- Iris celikii Akpulat & K.I.Chr.
- Iris chrysographes Dykes – kosaciec prążkowany
- Iris chrysophylla Howell – kosaciec żółtolistny
- Iris clarkei Baker ex Hook.f. – kosaciec Clarka
- Iris colchica Kem.-Nath.
- Iris collettii Hook.f.
- Iris confusa Sealy
- Iris cristata Aiton – kosaciec grzebieniasty
- Iris crocea Jacquem. ex R.C.Foster – kosaciec czerwonożółty
- Iris cuniculiformis Noltie & K.Y.Guan
- Iris curvifolia Y.T.Zhao
- Iris cycloglossa Wendelbo
- Iris dabashanensis C.A.Wilson
- Iris damascena Mouterde
- Iris danfordiae (Baker) Boiss. – kosaciec Danforda
- Iris darwasica Regel – kosaciec darwasaki
- Iris decora Wall. – kosaciec nepalski
- Iris delavayi Micheli – kosaciec Delaway'a
- Iris dichotoma Pall. – kosaciec widełkowaty
- Iris doabensis B.Mathew
- Iris dolichosiphon Noltie
- Iris domestica (L.) Goldblatt & Mabb.
- Iris douglasiana Herb. – kosaciec Douglasa
- Iris drepanophylla Aitch. & Baker
- Iris edomensis Sealy
- Iris ensata Thunb. – kosaciec mieczolistny
- Iris farashae Güner
- Iris farreri Dykes
- Iris ferdowsii Joharchi & Memariani
- Iris fernaldii R.C.Foster
- Iris filifolia Boiss.
- Iris × flexicaulis Small
- Iris florentina L.
- Iris foetidissima L. – kosaciec cuchnący
- Iris formosana Ohwi
- Iris forrestii Dykes – kosaciec Forresta
- Iris fosteriana Aitch. & Baker
- Iris fulva Ker Gawl. – kosaciec miedziany
- Iris × fulvala Dykes
- Iris furcata M.Bieb.
- Iris furseorum T.Hall & Seisums
- Iris galatica W.Irving
- Iris gatesii Foster
- Iris × germanica L. – kosaciec bródkowy, k. niemiecki
- Iris giganticaerulea Small
- Iris glaucescens Bunge
- Iris goniocarpa Baker
- Iris gracilipes A.Gray – kosaciec krótkoszypułkowy
- Iris graeberiana Sealy
- Iris graminea L. – kosaciec trawolistny
- Iris grant-duffii Baker
- Iris griffithii Baker
- Iris grossheimii Woronow ex Grossh.
- Iris halophila Pall.
- Iris hartwegii Baker
- Iris haussknechtii Bornm. ex Baker
- Iris haynei Baker
- Iris hellenica Mermygkas
- Iris henryi Baker
- Iris heracleana (J.Mart.Rodr. & M.B.Crespo) Fennane
- Iris hermona Dinsm.
- Iris heweri Grey-Wilson & B.Mathew
- Iris hexagona Walter – kosaciec luizjański, k. sześciokątny
- Iris hippolyti (Vved.) Kamelin
- Iris histrio Rchb.f.
- Iris histrioides (G.F.Wilson) S.Arn.
- Iris hoogiana Dykes – kosaciec Hooga
- Iris hookeri Penny ex G.Don
- Iris hookeriana Foster
- Iris humilis Georgi – kosaciec drobny
- Iris hymenospatha B.Mathew & Wendelbo
- Iris iberica Steven – kosaciec iberyjski
- Iris imbricata Lindl. – kosaciec dachówkowaty
- Iris inconspicua (Vved.) T.Hall & Seisums
- Iris innominata L.F.Hend. – kosaciec nienazwany
- Iris ivanovae Doronkin
- Iris jacquinii (Schrank) ined.
- Iris japonica Thunb. – kosaciec japoński
- Iris juncea Poir.
- Iris junonia Schott
- Iris kamelinii Alexeeva
- Iris kashmiriana Baker
- Iris kemaonensis Wall. ex D.Don – kosaciec kemaoański
- Iris × ketzkhovelii G.N.Matveev
- Iris khassanovii Tojibaev & Turginov
- Iris kirkwoodiae Chaudhary
- Iris × kobasensis Prodan
- Iris kobayashii Kitag.
- Iris × koenigii Sosn.
- Iris kolpakowskiana Regel
- Iris kopetdagensis (Vved.) B.Mathew & Wendelbo
- Iris koreana Nakai
- Iris korolkowii Regel – kosaciec Korolkowa
- Iris koyuncui Firat
- Iris kurbanovii F.O.Khass. & Rakhimova
- Iris kurdica (Ruksans) Ruksans
- Iris kuschakewiczii B.Fedtsch.
- Iris kuschkensis Grey-Wilson & B.Mathew
- Iris lactea Pall. – kosaciec mleczny
- Iris lacustris Nutt.
- Iris laevigata Fisch. – kosaciec gładki
- Iris latistyla Y.T.Zhao
- Iris lazica Albov
- Iris leptophylla Lingelsh. ex H.Limpr.
- Iris leptorrhiza (Vved.) Vved.
- Iris lineata Foster ex Regel
- Iris linifolia (Regel) O.Fedtsch.
- Iris linifoliiformis (Khalk.) Tojibaev & Turginov
- Iris loczyi Kanitz
- Iris lokiae Alexeeva
- Iris longipetala Herb. – kosaciec długopłatkowy
- Iris longiscapa Ledeb. – kosaciec sierpolistny
- Iris lortetii Barbey
- Iris ludwigii Maxim.
- Iris lutescens Lam. – kosaciec żółtawy
- Iris lycotis Woronow
- Iris maackii Maxim.
- Iris macrosiphon Torr. – kosaciec długokwiatowy
- Iris maculata Baker
- Iris magnifica Vved.
- Iris mandshurica Maxim. – kosaciec madżurski
- Iris maracandica (Vved.) Wendelbo
- Iris mariae Barbey
- Iris marivanica Ruksans
- Iris marsica I.Ricci & Colas.
- Iris masiae Leichtlin ex Dykes
- Iris meda Stapf
- Iris microglossa Wendelbo
- Iris milesii Baker ex Foster – kosaciec Milesa
- Iris minutoaurea Makino
- Iris missouriensis Nutt. – kosaciec missouryjski
- Iris munzii R.C.Foster
- Iris mzchetica Rodion.
- Iris nantouensis S.S.Ying
- Iris narbutii O.Fedtsch.
- Iris narcissiflora Diels
- Iris narynensis O.Fedtsch.
- Iris nectarifera Güner
- Iris × nelsonii Randolph
- Iris neoensata Y.N.Lee
- Iris neosetosa Y.N.Lee
- Iris × neumayeri Janch. ex Holub
- Iris nezahatiae Güner & H.Duman
- Iris nicolai (Vved.) Vved.
- Iris nigricans Dinsm.
- Iris notha M.Bieb. – kosaciec wątpliwy
- Iris odaesanensis Y.N.Lee
- Iris odontostyla B.Mathew & Wendelbo
- Iris orchioides Carrière
- Iris orientalis Mill. – kosaciec wschodni
- Iris orjenii Bräuchler & Cikovac
- Iris oxypetala Bunge
- Iris palaestina (Baker) Barbey
- Iris pallida Lam. – kosaciec blady
- Iris pamphylica Hedge
- Iris paradoxa Steven – kosaciec dziwny
- Iris paropamisensis T.Hall & Seisums
- Iris perrieri Simonet ex N.Service
- Iris persica L.
- Iris peshmeniana Güner & T.Hall
- Iris petrana Dinsm.
- Iris petri F.O.Khass., Rakhimova & Achilova
- Iris planifolia (Mill.) T.Durand & Schinz
- Iris platyptera B.Mathew & Wendelbo
- Iris polakii Stapf – kosaciec Polaka
- Iris pontica Zapal.
- Iris popovii (Vved.) Vved.
- Iris porphyrochrysa Wendelbo
- Iris postii Mouterde
- Iris potaninii Maxim.
- Iris prismatica Pursh – kosaciec pryzmatyczny
- Iris proantha Diels
- Iris probstii C.A.Wilson
- Iris psammocola Y.T.Zhao
- Iris pseudacorus L. – kosaciec żółty
- Iris pseudocapnoides Ruksans
- Iris pseudocaucasica Grossh.
- Iris pseudonotha Galushko
- Iris pseudopumila Tineo
- Iris pskemensis Ruksans
- Iris pumila L. – kosaciec niski
- Iris purdyi Eastw.
- Iris purpureobractea B.Mathew & T.Baytop
- Iris qinghainica Y.T.Zhao
- Iris ramsayi T.Hall & B.Mathew
- Iris regis-uzziae Feinbrun
- Iris reichenbachiana Klatt
- Iris reichenbachii Heuff. – kosaciec Reichenbacha
- Iris relicta Colas.
- Iris reticulata M.Bieb. – kosaciec żyłkowany
- Iris revoluta Colas.
- Iris × robusta E.S.Anderson
- Iris rodionenkoi (Lazkov & Naumenko) T.Hall
- Iris rosenbachiana Regel
- Iris rossii Baker
- Iris rudolphii F.O.Khass., Esankulov & Achilova
- Iris ruthenica Ker Gawl. – kosaciec ruski
- Iris rutherfordii J.Mart.Rodr., P.Vargas, Carine & Jury
- Iris sabina N.Terracc.
- Iris × sancti-cyri J.Rousseau
- Iris sanguinea Hornem. – kosaciec krwisty
- Iris sari Schott ex Baker
- Iris savannarum Small
- Iris scariosa Willd. ex Link
- Iris schachtii Markgr.
- Iris schelkownikowii (Fomin) Fomin
- Iris schmakovii Alexeeva
- Iris serotina Willk.
- Iris setina Colas.
- Iris setosa Pall. ex Link – kosaciec szczecinkowaty
- Iris × setosothungbergii H.Koidz. ex T.Shimizu
- Iris sibirica L. – kosaciec syberyjski
- Iris × sinistra Sosn.
- Iris sintenisii Janka – kosaciec Sintenisa
- Iris sisianica Zubov & Bondarenko
- Iris songarica Schrenk – kosaciec songarski
- Iris sophenensis (Foster) B.Mathew & Güner
- Iris speculatrix Hance
- Iris sprengeri Siehe
- Iris spuria L. – kosaciec fałszywy
- Iris staintonii H.Hara
- Iris statellae Tod.
- Iris stenophylla Hausskn. ex Baker
- Iris stocksii (Baker) Boiss.
- Iris stolonifera Maxim.
- Iris straussii Leichtlin ex Micheli
- Iris suaveolens Boiss. & Reut. – kosaciec miododajny
- Iris subdecolorata Vved.
- Iris subdichotoma Y.T.Zhao
- Iris susiana L.
- Iris svetlanae (Vved.) T.Hall & Seisums
- Iris swensoniana Chaudhary, G.Kirkw. & C.Weymouth
- Iris tadshikorum (Vved.) Vved.
- Iris taochia Woronow ex Grossh.
- Iris tarhunensis (Borzí & Mattei) Pamp.
- Iris tauri Siehe ex Mallett
- Iris tectorum Maxim. – kosaciec strzechowaty
- Iris tenax Douglas ex Lindl. – kosaciec twardolistny
- Iris tenuifolia Pall.
- Iris tenuis S.Watson
- Iris tenuissima Dykes
- Iris × thompsonii R.C.Foster
- Iris tibetica (Dykes) Bolt.
- Iris tigridia Bunge ex Ledeb.
- Iris timofejewii Woronow
- Iris tingitana Boiss. & Reut.
- Iris tridentata Pursh
- Iris tschandalasica Urusov
- Iris tubergeniana Foster
- Iris tuberosa L.
- Iris typhifolia Kitag.
- Iris unguicularis Poir. – kosaciec paznokciokształtny
- Iris uniflora Pall. ex Link
- Iris urmiensis Jekyll & E.T.Cook
- Iris variegata L. – kosaciec pstry
- Iris vartanii Foster
- Iris ventricosa Pall.
- Iris verna L. – kosaciec wiosenny
- Iris versicolor L. – kosaciec różnobarwny
- Iris vicaria Vved.
- Iris victoris F.O.Khass., Khuzhan. & Rakhimova
- Iris × vinicolor Small
- Iris × violipurpurea Small
- Iris virginica L. – kosaciec wirginijski
- Iris vorobievii N.S.Pavlova
- Iris vvedenskyi Nevski ex Woronow & Popov
- Iris wallisiae T.Hall & Seisums
- Iris warleyensis Foster
- Iris wattii Baker ex Hook.f. – kosaciec Watta
- Iris wendelboi Grey-Wilson & B.Mathew
- Iris westii Dinsm.
- Iris willmottiana Foster
- Iris wilsonii C.H.Wright – kosaciec Wilsona
- Iris winkleri Regel
- Iris winogradowii Fomin
- Iris xanthochlora Wendelbo
- Iris xanthospuria B.Mathew & T.Baytop – kosaciec złotawy
- Iris xiphium L.
- Iris yebrudii Dinsm. ex Chaudhary
- Iris yedisuensis Yild. & Kiliç
- Iris zagrica B.Mathew & Zarrei
- Iris zaprjagajevii (N.V.Abramov) T.Hall & Seisums
- Iris zetterlundii Ruksans
- Iris zhaoana M.B.Crespo, Alexeeva & Y.E.Xiao